# Gerda Schmidt-Panknin
Gerda Schmidt-Panknin (* 9. August 1920 in Lüchow; † 5. März 2021 in Kappeln) war eine deutsche Malerin.

## Leben
Gerda Schmidt-Panknin wurde als Tochter des Lehrers Otto Schmidt in Lüchow, Herzogtum Lauenburg, in Schleswig-Holstein geboren. 1935 zog die Familie nach Kappeln/Schlei um, wo Schmidt-Panknin 1938 an der Klaus-Harms-Schule das Abitur machte. Einem Studium an der Nordischen Kunsthochschule in Bremen bei Wilhelm Tegtmeier und Emil Waldmann (ab 1939) schloss sich nach Kriegsende 1946 ein Aufenthalt am ursprünglich in Hamburg gegründeten „Der Baukreis“ an. „Der Baukreis“, nunmehr in Sankt Peter-Ording/Eiderstedt, war für junge Maler, die zu dieser Zeit in eine neue Orientierung suchten, ein Ort der Ausbildung und des Austauschs. Lehrer waren u. a. Friedrich Karl Gotsch und der Hamburger Maler Ernst Witt.
Nach einer freiberuflichen Tätigkeit von 1946 bis 1952 war die Künstlerin von 1952 bis 1977 als Kunsterzieherin am Gymnasium in Kappeln tätig. Ab 1977 arbeitete Gerda Schmidt-Panknin wieder ausschließlich als freischaffende Künstlerin. Nach einer ersten Griechenlandreise (1958) wurden Reisen zu einem wichtigen Element in ihrem Leben und zugleich eine wichtige Inspiration für ihr Werk.
Sie lebte und arbeitete in Kappeln.

## Werk
Den Schwerpunkt des Werks bildet die Malerei, in der die Künstlerin häufig verschiedene Materialien und Techniken kombiniert. Waren in den 1960er und 1970er Jahren in der Ölfarbe andere Materialien wie Sand oder Späne eingearbeitet, so dominieren seit den 1990er Jahren Arbeiten mit Acrylfarbe, oft auch mit Kreide kombiniert. Neben der Malerei sind eine große Zahl von Holzschnitten (meist in den 1950er und 1960er Jahren), Monotypien und Kreidearbeiten entstanden. Hierbei sind die Grenzen zwischen Zeichnung, Druck und Malerei fließend.
Thematischer Schwerpunkt der Arbeiten aus den 1950er Jahren sind die Menschen des Zirkus und der Jahrmärkte. Nach einer Begegnung mit einer Roma-Familie kamen immer wieder Bilder zu Zigeunern hinzu. Diese Arbeiten brachten ihr die Anerkennung durch Otto Pankok, der 1957 im nahe Kappelns gelegenen Hasselberg an der Ostsee malte und sie in ihrem Atelier besuchte.
Mit dem Ausklang der 1950er Jahre wurden die Reisen der Künstlerin zur wichtigsten Inspirationsquelle für die künstlerische Arbeit. Zuerst war es das Licht auf den griechischen Inseln, die sie seit 1958 zwölfmal hintereinander bereiste, mit dem sie sich in hellen, von durchsichtigen Tönen beherrschten Bildern auseinandersetzte. Später waren es die Gesichter der Menschen, die sie auf ihren Reisen durch die Regionen der Sowjetunion (ab 1968) kennenlernte. In der Auseinandersetzung mit der russischen Ikonenmalerei wurden die Bilder dunkel und schwer, Farben scheinen aus der Tiefe zu leuchten. Die Bilder sind nicht erzählerisch, sondern in erster Linie Malerei, die vom Farbauftrag und der Materialität der Farbe und den oft zusätzlich eingearbeiteten Materialien lebt.
Nach der ersten Reise 1980 in den Norden (Grönland, Island, Färöer und Skandinavien) entstanden Bilder, die sich wiederum mit dem spezifischen Licht und den weiten nordischen Landschaften beschäftigten. Um die hier neu entstehenden Probleme zu lösen, entwickelte Gerda Schmidt-Panknin wiederum neue Techniken, häufig kombinierte sie Kreide mit Acrylfarben.
Ab Mitte der 1990er Jahre entstehen in ihrer Gegenständlichkeit stark reduzierte Ölbilder zur Landschaft an der Schlei. In ihrer Ausstellung 2008 im Kappelner Kunsthaus Hänisch zeigte sie zudem Porträts, in denen die leuchtende Farbe auf dem schroffen Grund der Rückseite eines Teppichbodens steht.
„Über den Landschaften, mehr noch über den Figurenbildern Gerda Schmidt-Panknins liegt ein melancholisch anmutender, retardierender Zug. Die Köpfe der Innuits beispielsweise strahlen keine Emotionen aus. Stattdessen bestehen sie, wie im Übrigen die Landschaften, auf der Vorstellung vollkommener Zeitlosigkeit.“ (Uwe Haupenthal)

## Einflüsse
Neben der eigenen künstlerischen Arbeit hat Gerda Schmidt-Panknin in ihrer Zeit als Kunsterzieherin an dem damals relativ kleinen Kappelner Gymnasium einer großen Zahl von Schülern Impulse zu einer künstlerischen Ausbildung und Tätigkeit gegeben. Ihre Arbeit wurde besonders vom damaligen Direktor Willi Lassen gefördert, der durch persönliche Kontakte zu wichtigen Kunsthistorikern einen besonderen Zugang zur bildenden Kunst hatte.  Zu ihren ehemaligen Schülern zählen unter anderem der Architekt Peter Hübner sowie die Künstler Peter Heber, Peter Nagel, Hansjörg Schneider und Nicolaus Schmidt. Die letzteren bestritten 2020 im Nissenhaus Husum gemeinsam mit Gerda Schmidt-Panknin die Ausstellung „Melancolia“. Der Anlass war der 100. Geburtstag der Künstlerin.

## Ausstellungen (Auswahl)
- 1960 Künstlerclub „Die Insel“, Hamburg
- 1961 Städtisches Museum, Flensburg
- 1962 Stegi Kalon Technon, Athen
- 1969 Städtisches Gustav-Lübcke-Museum, Hamm
- 1969 Museum Apenrade, Apenrade
- 1972 Otto-Pankok-Museum, Hünxe
- 1974 Nordfriesisches Museum Ludwig-Nissen-Haus, Husum
- 1978 Galerie Kley, Hamm
- 1982 Deutsches Kulturinstitut, Kopenhagen
- 1983 Senderjylands Kunstmuseum, Tondern
- 1984 Nationalmuseum, Reykjavík
- 1984/85 Textilmuseum, Neumünster
- 1985 Kunstsalen, Fredericia
- 1986 Art Gallery Gloria, Nikosia, Zypern
- 1986 Atatürk Center, Nikosia, Zypern
- 1990 Art Forum, Kappeln/Schlei
- 1991 Kunstmuseum, Murmansk, UdSSR
- 1993 Ontario Goethe Society, Toronto, Kanada
- 1998 Kunstcentrum „TweeWezen“, Enkhuizen, Holland
- 2003 Galerie der BASF Schwarzheide
- 2004 Schleswig-Holsteinischer Landtag, Kiel
- 2008 Kunsthaus Hänisch, Kappeln
- 2014 NordseeMuseum, Husum
- 2020 Nissenhaus Husum